# Peter Agre

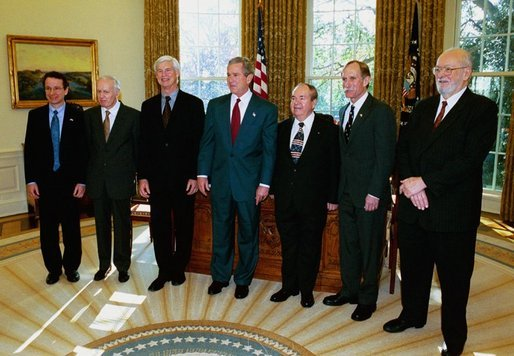
Peter Agre (andra från höger) och andra nobelpristagare poserar med George W. Bush

Peter Agre, född 30 januari 1949 i Northfield, Minnesota, är en amerikansk kemist som blev mottagare av Nobelpriset i kemi år 2003. Han tilldelades priset "för upptäckten av vattenkanaler". Han delade prissumman med sin landsman Roderick MacKinnon.
Han blev medicine doktor 1974 vid Johns Hopkins University School of Medicine i Baltimore, Maryland, USA. Han är nu professor i biologisk kemi och professor i medicin vid Johns Hopkins School of Medicine, Baltimore.
Att kroppens celler måste innehålla specifika kanaler för transport av vatten anade man redan vid mitten av 1800-talet, men det var först 1988 som Peter Agre lyckades isolera det membranprotein som han något år senare insåg måste vara den länge eftersökta vattenkanalen. Denna avgörande upptäckt öppnade dörren för en hel rad biokemiska, fysiologiska och genetiska studier av vattenkanaler i bakterier, växter och däggdjur.